# Girolamo Preti
Girolamo Preti (Bologna, 1582 – Barcellona, 6 aprile 1626) è stato un poeta italiano marinista.

## Biografia
Interruppe gli studi all'Università di Bologna e si mise al servizio del cardinale Carlo Emmanuele Pio di Savoia e poi di Carlo Gesualdo principe di Venosa. Membro dai primi di dicembre del 1609, dell’Accademia degli Umoristi, strinse rapporti di amicizia con Girolamo Aleandro, Alessandro Tassoni e con altri membri dei circoli letterari romani.
Accompagnò in Spagna il cardinale Francesco Barberini. Nelle sue liriche affiorano motivi neoplatonici e sensuali che preludono ai poeti arcadi. Teorizzò la sua maniera nel trattato Intorno alla onestà della poesia, premesso al poema di Ridolfo Campeggi Le lagrime di Maria Vergine a partire dall'edizione bolognese del 1618.
Morì quasi all'improvviso, in séguito al malore da cui era stato colto durante la traversata dall'Italia alla Spagna. La sua morte fu pianta da Lope de Vega in un sonetto. Nel suo epitaffio fu scritto periculosa fractus navigatione.
La sua opera poetica non è molto vasta, anche per via dei molti impegni diplomatici, ma ebbe grande successo. È interamente raccolta nelle Poesie, stampate la prima volta a Venezia nel 1614 e otto volte ristampate (Venezia 1624 e 1656, Bologna 1618, 1631 e 1644, Milano 1619, Roma 1625, Macerata 1646).
Amico di Giambattista Marino, venne con lui a contrasto dapprima circa il primato nell'invenzione dell'idillio barocco (1608), poi nella polemica seguita alla dichiarazione di Agazio di Somma, circa una presunta superiorità del Marino rispetto al Tasso (1624).
A confronto con quella di altri marinisti, la sua lirica ha una vena leggermente retrospettiva, reminiscente dello stilnovo, i cui autori Girolamo Preti aveva studiato accuratamente. Non sempre egli evitava le esagerazioni proprie della maniera barocca. Fama particolare ebbe il suo idillio La Salmace, ispirato a un racconto contenuto nel quarto libro delle Metamorfosi di Ovidio, che fu tradotto in francese, in spagnolo e in latino. Nel 1647 presso l'editore Humphrey Moseley venne pubblicata una traduzione dell'Oronta di Cipro di Preti fatta da Thomas Stanley, che verrà riedita nel 1650 (questa traduzione era già uscita nel 1647 in un'edizione a tiratura limitata «per i suoi amici» dei Poems and Translations dello Stanley e verrà ripubblicata nuovamente nella successiva ampliata edizione del 1651).